# Robert Hunter (cầu thủ bóng đá)
Robert Hunter (1883 - 1962) là một cầu thủ bóng đá chuyên nghiệp người Anh thi đấu ở vị trí tiền vệ cánh.